# مكتبة دار الإذاعة (رام الله)
مكتبة دار الإذاعة تكونت في دار الإذاعة الفلسطينية بالقدس الغربية في زمن الانتداب البريطاني عام 1936 ثم انتقلت إلى رام الله وأصبحت هي المكتبة الأولى في رام الله. وكان لها نشاطاتها المميزة لكونها مكتبة هامة، وقد تعرضت لهجوم من قبل العصابات الصهيونية، وتم الاستيلاء على كمية كبيرة من الكتب وتم تدميرها بحجه التحريض على الاحتلال.
تكونت مكتبة كبيرة في دار الإذاعة الفلسطينية بالقدس الغربية في زمن الانتداب البريطاني سنة 1936 حيث قام الانتداب البريطاني بتأسيس ثلاثة مراكز في فلسطين للإذاعة الفلسطينية: واحد في القدس الغربية وهو المقر الرئيسي والثاني في تل أبيب والثالث في رام الله. وفي سنة 1948 عندما بدأت كفة الحرب تميل لصالح العصابات الصهيونية، تمكن العاملون في الإذاعة من تهريب كمية من المعدات وأجهزة البث الإذاعي وكمية من كتب المكتبة إلى 
رام الله قبل أن تسقط القدس الغربية في يد هذه العصابات. ومن هذه الأجهزة والمعدات والكادر الفلسطيني العامل في الإذاعة تمكنت إذاعة رام الله من العمل والبث، وقد نُقلت كمية من الكتب إلى رام الله. ورغم قلتها، إلا أنها كانت بداية لإعادة تأسيس المكتبة مرة أخرى في رام الله بعد أن استولت هذه العصابات على الكمية الأكبر من الكتب المتبقية هناك علما بان دار الإذاعة الإسرائيلية بدأت على أنقاض دار الإذاعة الفلسطينية. وقد استخدموا في بادئ الأمر نفس الأجهزة والمعدات والمنشآت وغيرها.
وكانت مكتبة البلدية تضم العديد من أمهات الكتب العربية والأجنبية وكانت تُعد المكتبة الأولى في رام الله، حيث كان لها نشاطاتها المميزة. وكانت تعقد فيها اللقاءات والندوات والمناقشات حول مختلف المواضيع والميادين. ويذكر المؤرخ الفلسطيني الكبير عمر الصالح البرغوثي انه كثيرا ما كان يدعى من اجل إلقاء المحاضرات والمشاركة في الندوات والنقاشات في هذه المكتبة، وفي كثير من الأحيان كانت الإذاعة تقوم ببث هذه المحاضرات عبر أثيرها.
وكانت قد قامت حكومة الانتداب البريطاني سنة 1936 بمصادرة الأرض في رام الله وإنشاء الإذاعة عليها باسم الإذاعة الفلسطينية، وقد كان لاختيار الإنجليز لهذا الموقع بالذات من اجل أن يكون مقرا للإذاعة أسبابه العديدة، ومنها السبب التوراتي الذي استندوا إليه من سفر التكوين بالعهد القديم (تكوين 28: 10-20) حيث يشير إلى أن يعقوب بن اسحق بن إبراهيم حلم وهو بجانب هذا الموقع، إذ رأى سلما ممتدا من الأرض إلى السماء والملائكة تصعد وتنزل عليه والله جل جلاله يجلس في الأعلى وعندما أفاق يعقوب من نومه دهن الحجر الذي كان رأسه متكئا عليه بالزيت وقال: إن هذا بالفعل بيت الله، ومن هنا جاءت التسمية بيت إيل فوضع الإنجليز أبراجا عالية جدا في المكان تيمنا بهذا الحادث.
وقد تسلمت الحكومة الأردنية هذه الإذاعة يوم 15.5.1948 وأطلقت عليها اسم محطة الإذاعة الأردنية الهاشمية، وقامت بعهدها بنقلها إلى عمان علما بأن الإذاعة بقيت عاملة في رام الله لغاية سنة 1967. ثم توقفت واستأنفت عملها مرة أخرى عام 1994 بعدما نقلت الإذاعة الفلسطينية من أريحا بعد تأسيسها عند دخول السلطة الوطنية الفلسطينية إليها عام 1992 لكن قوات الاحتلال تمكنت من تدمير الكثير من منشآتها وخاصة الأعمدة العالية الموضوعة منذ سنة 1936 بحجة أن الإذاعة تدعو إلى التحريض على الاحتلال وذلك سنة 2001 أثناء اجتياح مرير لمدينة رام الله، قتل به العشرات وهدمت الكثير من البنايات بفعل القصف الجوي والأرضي الشديدين.